# Кессі Вентура
Кассандра Елізабет Вентура (англ. Casandra Elizabeth Ventura ; народилася 26 серпня 1986 року) — американська співачка, що працює в жанрі ритм-н-блюз під сценічним ім'ям Кессі (англ. Cassie). Її дебютний сингл Me & U, що вийшов у квітні 2006 року, отримав у США статус «платинового», дебютний альбом Cassie, що вийшов того ж року, розійшовся тиражем у 321 тисячу проданих копій. У 2008 році Кессі знялася у фільмі «Крок вперед 2: Вулиці», у 2016 році у фільмах «Ідеальний вибір» та «Лапочка 3».

## Біографія
Кассандра Вентура народилася в Нью-Лондоні, штат Коннектикут. Її батько має філіппінське коріння, мати — мексиканське. З дитинства Вентура брала уроки вокалу та танців. Вона відвідувала школу Вільямса, підготовчу школу, розташовану в кампусі Коннектикутського коледжу. У 14 років вона розпочала кар'єру моделі, до 16 років з'являлася на сторінках журналу Seventeen та в каталозі популярної лінії підліткового одягу. Після закінчення школи Кессі переїхала до Нью-Йорка і влаштувалася працювати в модельне агентство Wilhelmina Models, а також навчалася у Бродвейській танцювальній школі. Наприкінці 2004 року вона познайомилася з музичним продюсером Райаном Леслі, який запропонував Вентурі працювати з його лейблом NextSelection.
У 2006 році Кессі випустила дебютний сингл, названий Me & U, який швидко став клубним хітом і до кінця року отримав статус платинового. Після цього Леслі домовився з Дідді про те, що їхні лейбли спільно продюсуватимуть дебютний альбом його протеже. Альбом, названий Cassie, був створений змішуванням поп-музики з хіп-хопом та ритм-н-блюзом, куди були додані елементи традиційної філіппінської музики та одна рок-композиція. Вихід альбому відбувся 8 серпня 2006 року. У США було продано 321 тисячу копій, альбом посів друге місце у хіт-параді хіп-хопу та ритм-н-блюзу та четверте місце у загальному хіт-параді.
У 2008 році на екрани вийшов фільм «Крок вперед 2: Вулиці», в якому Кессі виконала одну з ролей і для якого записала сингл, в тому ж році вона разом із Райаном Леслі записала пісню для його альбому. Тим часом другий альбом Вентури, анонсований невдовзі після виходу першого у 2006 році, був далеким від завершення. З'явилися чутки, що Bad Boys Records, лейбл Дідді, відмовиться від подальшої співпраці зі співачкою, проте сам Дідді спростував ці чутки, розповівши, що Кессі постійно працює у студії над новим альбомом. Однак співпраця Кессі з Райаном Леслі припинилася. Вихід другого альбому співачки був намічений на 2012 рік, проте так і не відбувся. У 2012 році Кессі відзначилася новим сольним синглом King of Hearts і взяла участь у записі синглу The Boys для перевидання другого альбому Нікі Мінаж. У 2016 році у Кессі головні ролі у фільмах Біллі Вудраффа «Ідеальний вибір» та «Лапочка 3».

## Особисте життя
З 25 вересня 2019 року Вентура одружена з тренером родео на бику та фітнес-тренером Алексом Файном, з яким вона зустрічалася близько року до їхнього весілля. У подружжя дві доньки — Френкі Стоун Файн (нар. 6 грудня 2019) та Санні Сінко Файн (нар. 22 березня 2021).
Вентура перебувала у довготривалих стосунках із Шоном "Дідді" Комбсом з 2007 по 2018 рік. 16 листопада 2023 року вона подала позов проти Комбса, стверджуючи, що він піддавав її десятилітньому "циклу насильства, зловживань і сексуальної експлуатації". Позов було подано до Федерального окружного суду в Мангеттені на підставі Закону про дорослих постраждалих, закону штату Нью-Йорк, який дозволяє людям, які заявляють, що стали жертвами сексуального насильства, подавати позови після закінчення строку давності. Вентура стверджувала, що зловживання почалося з початком їхніх стосунків і включало зґвалтування у 2018 році після її спроби піти від нього, а також численні випадки домашнього насильства.
Адвокат Комбса Бен Брафман заперечив ці звинувачення. Через день після подання позову сторони оголосили про досягнення угоди щодо вирішення справи, не розголошуючи умов позасудової угоди. У травні 2024 року CNN отримав і опублікував відео, на якому Комбс хапає Вентуру, б'є її, а потім кидає на підлогу, б'є ногами і топче в коридорі готелю у 2016 році. Це призвело до того, що Комбс випустив відеозвернення з вибаченнями, де він визнав цей інцидент.